# ゼオン・ベルとデュフォー
ゼオン・ベルとデュフォーは、雷句誠の漫画『金色のガッシュ!!』および同作を原作としたテレビアニメ『金色のガッシュベル!!』の登場人物。

## ゼオン・ベル
声 - 高乃麗
- 本の色：銀
- 人間換算年齢：6歳
- 家族構成：父（魔界の王）・母（王妃）・弟（ガッシュ）
- 好きな食べ物：魚、ホットドッグ、かつおぶし[1]
- 趣味：一人遊び、高い場所から下を眺めること

ガッシュの双子の兄。魔界では「雷帝」の異名で知られている。
本編開始前、ガッシュを襲撃して記憶を奪った魔物。双子ゆえにガッシュと瓜二つの容姿をしているが、「紫電の眼光」と「白銀の髪」、目の下の二本線などの違いがあり、歯も鋭くなっている。
ガッシュと同じ電撃系の術を扱うが、発動方法がすべて掌と異なっている。王族の中でも図抜けた雷を受け継いでおり、幼少期より父親から児童虐待同然の壮絶な英才教育を受けて育てられ、その才能は王宮騎士の中でも恐れられている。小柄ながら身体能力も極めて高く、さらに瞬間移動や記憶を操る能力、毛髪から使い魔を作り出すなど、本に頼らない能力を幾つも持っている。作者のブログによるとガッシュの使う「ザグルゼム」「ラウザルク」なども使用可能。
普段の一人称は「オレ」。常に冷静な性格だが、父曰く「王の修羅の心」を受け継いでおり、相手の本が燃え始めると追い打ちをかけるように本を攻撃しパートナーとの別れの時間を与えないほどの非情な面もある（「バオウ」が受け継げなかったのも、その非情さによって暴走させる恐れがあるためである）。ただし、原作とアニメ版では内面の掘り下げ具合の事情により性格が若干異なる。
なお、アニメ版とゲーム版、カード版での彼の雷の色はガッシュの黄色に対し、青い雷で表現されていた。原作でもそれに則ったのか、27巻の表紙でも青い雷で表現されている。

### 原作
死に物狂いの努力によって「王を決める戦い」の候補者に選ばれたが、双子の弟であるガッシュに対し「落ちこぼれでありながら、何の努力もせずに父の最強の術『バオウ』を受け継ぎ更には王を決める戦いにまで参加出来た」と誤解し、酷く憎悪していた。また、自身に過酷な試練を与えた父親のことも激しく憎んでいた。
人間界にてデュフォーと出会った後、イギリスで当初はまだ本の持ち主がいなかったガッシュと接触。彼を一方的に攻撃し魔界送りにするつもりでいたが、さらに苦しめるためにガッシュから「彼が魔界にいたころの記憶」を全て奪った状態で本を燃やさずに放置した。この時から既に、魔界の王を決める戦いの「もう一つの地獄」（王の特権）については知っていた模様。
石版編ではデュフォー共々全く登場しておらず、他の実力のある魔物たちと同様千年前の魔物に対し大した脅威を感じていなかったものと思われる。
ファウード編ではファウードが人間界に出現したことを知り、それを手に入れるためガッシュたちにファウードの情報を意図的に流し彼らを利用する。ファウード復活直後、ファウードを操る「鍵たる石」を持っていたリオウを完膚なきまでに叩き潰し、鍵たる石を強奪。新たなるファウードの主となる。その後、リオウの手下の魔物（ザルチムとチェリッシュ、パピプリオ以外の全員）をファウードの力でパワーアップさせて従え、メインコントロームルームに到着したガッシュたちを消すことはせず、柱に閉じ込めて身動きが取れない状態で外にいる日本が破壊される惨劇、それに恐怖する人間たちの悲鳴を聞かせようと目論んでいた。
一行が全滅寸前に陥ったところで清麿が現れロデュウとジェデュンが倒れたことによりガッシュと直接対決をする。激しい死闘の中で、「バオウ・ザケルガ」と「ジガディラス・ウル・ザケルガ」との激突により呼び起こされた「ガッシュの過去の記憶」を垣間見る。自分に対する様々な魔物（チェリッシュ・ティオ・ロデュウなど）の反抗を見て、憎しみに囚われる自分の愚かさに気付き、それを確かめるためにガッシュとの最後の勝負（2回目の「バオウ」対「ジガディラス」）を行った。その結果、ガッシュたちの想いの力に敗北し、父の真意を理解。憑き物が落ちたかのようにガッシュとの和解を果たし、奪った記憶をガッシュに返した後、「王になれ」と言い残して魔界へ帰っていった。その際、パートナーのデュフォーへの思いやりも見せ、彼に生きて欲しいと伝えた。この激突によりファウードの鍵たる石は破壊され、ファウードがコントロール不能となってしまうが、暴走したファウードを止めるために魔界へ帰る前に自分の雷の力をガッシュに分け与えた。また、髪の毛を手紙（マントの使用方法など）に変えてガッシュに渡した。
その後クリア・ノート編において、他の魔物とは違いガッシュに対して術の提供はしなかったが、金色の本を通してガッシュの下に現れ、必死にクリアから自分たちの消滅を救うガッシュの行為を「王としての風格」と評していた。そして、彼に全ての魔物の子の協力を伝えた後、ガッシュの「シン・ベルワン・バオウ・ザケルガ」の力となった。戦いの後日談となる最終話の様子では、自身の過去の行いや事情を知る以前のガッシュに対する仕打ちについて深く反省している様子。その反動で少々過保護になってしまっているところを見せるが、王である弟の補佐にも一役買って彼を支えている。一方、ガッシュに児童虐待同然の行為をしていた彼の育ての親・ユノに対しては「ガッシュにした仕打ちを考えれば、牢獄暮らしでもおかしくはない」と激しい怒りを見せ、積極的に彼女への制裁を行っており、相変わらずの苛烈さを見せている。
「2」ではガッシュの口から正体不明の存在達の本拠地に向かい、そのまま行方不明になっている。ガッシュよりも大人っぽくなっており身長も高くなっているらしい。

### アニメ版
ファウード復活後はすぐに動かずどこかで静観する形でいた。その後、ザルチムとリオウを倒しファウードの主となった。自身の力にかなり自信を持つ傲慢な性格であり、「バオウ」を継いだことに対してガッシュを非常に憎んでいた。そのため、ガッシュと兄弟であることに対して忌々しいと言ったり、彼を一方的に虐げ、「『バオウ』を自分から奪った（継いだ）ことは重い罪」「自分に歯向かうことは絶対に許されない」と発言したりする下劣で非情な一面をみせる。さらにガッシュの危機に駆けつけた仲間たちを嘲笑しリーヤやティオが身を挺してガッシュを守ったことを無下にする発言をしたり、ファウードで世界を滅ぼすことについて問いかけられてもそのことをガッシュのせいにして既に深手を負っていたキャンチョメたちに「ザケル」で追い討ちをかけたりする身勝手で卑劣極まりのない冷酷な行為も見せていた。
デュフォーの心を崩壊寸前にさせたガッシュと清麿から記憶を再び奪おうと画策するが、その行為がガッシュの力を覚醒させてしまい、最大呪文の「ジガディラス・ウル・ザケルガ」が撃ち負け、本が燃え出す。その最中、和解を求めて歩み寄るガッシュから言葉をかけられるがそれに全く応えず、「近づくな」と叫んで拒絶する。一応は負けを認めたものの憎しみが晴れることは無く、最後の悪あがきとして「鍵」を壊してファウードを暴走させ、「『バオウ』を継ぐ者ならばファウードを止めてみろ」と言い残し、ガッシュに記憶を返すことも和解を果たすことも無く魔界へ帰った。
ガッシュが「バオウ」を継いだことにゼオンが怒っているという過去らしきシーンがあったものの「バオウ」の真相やガッシュとゼオンの過去、ゼオンが「バオウ」のことでガッシュを深く憎む理由はアニメ版では具体的に語られることが無かった。以上のことからアニメ版ではガッシュの最大の敵という設定が強調されている。

### 呪文
1. ザケル
掌から電撃を放つ。最下級の術だが他の魔物の持つ初級術と比べると威力が非常に高く、デュフォーの指示があったとはいえガッシュの「テオザケル」を少しではあるが突き破るほど。
2. ザケルガ
掌から一直線に走る貫通力の高いビーム状の電撃を放つ。並のギガノ級呪文以上の威力を誇り、アニメ版ではティオの「ギガ・ラ・セウシル」ですら少しも防げないほど。また、ガッシュと違いゼオンは意識を保ったまま術を使えるので、リオウの「ギガノ・ファノン」を打ち破って放出を続け、威力が落ちたのにも拘らずリオウに大打撃を与えた。ガッシュも同じ呪文を持っているためか原作で使用される以前より複数のゲームにおいてゲームオリジナル呪文として登場していた。また、カードゲーム版や一部ゲームではガッシュ同様黄色の雷で表現されていた。
3. テオザケル
掌から巨大な電撃を放つ。禁呪「ギルファドム・バルスルク」を使ったリオウをこれ1発で強制解除させる威力を持つが、本人曰く「中級呪文」。
なお余談ではあるが少年サンデー公式「金色のガッシュ」ホームページ内のゼオンの使用するテオザケルの説明において「触れた相手の内部から電撃爆発を起こす」と記載されたことがある。(後に「手から巨大な電撃を放つ」に修正された)
また、アニメ版では形状が全く異なり3本の電撃が放たれる術であった。
4. ジャウロ・ザケルガ
掌から前方に巨大な電撃の輪を展開し、円周上から11本の「ザケルガ」状の電撃を放ち攻撃する。威力は全部の電撃が標的に当たればディオガ級呪文をも上回る。また、任意で数本ずつ当てることも可能。
5. バルギルド・ザケルガ
上方から巨大な電撃を降り注がせる。気絶を許さぬまま相手の体や心に苦痛を与え続ける残虐な攻撃であり、相手がそのダメージから回復した後もゼオンの電撃を見せたり第三者が「雷の結晶」を使うことでゼオンが与えたその激痛を再び蘇らせることが出来る。
6. ソルド・ザケルガ
巨大な雷の剣を作り出し、それを持って攻撃する。雷句の公式発言では「ジガディラス・ウル・ザケルガ」同様、ゼオンが独自に作り出した呪文とのこと。
7. ガンレイズ・ザケル
中央に雷の紋章がある8個の雷神の背の太鼓のような物体がゼオンの手を囲むように出現し、そこから小さな電撃の弾を連射する。
8. レード・ディラス・ザケルガ
側面に雷の紋章が刻まれている刃の付いた巨大な雷のヨーヨーを掌から放ち、それを自在に操って攻撃する。ガッシュの「バオウ・クロウ・ディスグルグ」を引き裂いたが、直後に放たれた本来の力の「バオウ・ザケルガ」に簡単に喰い破られた。
9. ジガディラス・ウル・ザケルガ
ゼオンの最大攻撃術。下半身が砲口となった二本の巨大な翼と角を持つ「破壊の雷神」を出現させ、砲口を囲むようにある5つの太鼓のような物体が光った後にそこから超巨大なビーム状の電撃を放つ。「ZIGAAAA（ジイガアアア）…」という独特の奇声を発する。電撃の放出を続けることも出来、射角変更も可能。その全貌が明かされたのはガッシュ戦であったが、以前ロップス戦においてもデュフォーが「ジガ…」と唱えかける描写がある。デュフォーの指示があったとはいえ本来の力を取り戻した「バオウ・ザケルガ」を一度は打ち破った。アニメ版ではガッシュとの最後の対決で使ったが、パワーアップした「バオウ・ザケルガ」に打ち破られた。なお、アニメ版のみ電撃を打ち消されても本体が無事であれば再発射することが出来る描写があった。
10. ラージア・ザケル
掌から広範囲に電撃を放つ。キャンチョメの「ディマ・ブルク」に使用した際には身体を回転させながら放った。明確な描写が無いため判断は難しいが、「テオザケル」と違い放射状に放つ電撃の模様。
11. ラウザルク
身体能力を一時的に強化する。本編に出てくることは無いが、雷句の公式発言によりゼオンも使えると明記している。
12. ザグルゼム
衝突した場所に電気を蓄積させる小さい電気球を出す。蓄積された電気と衝突した電撃系の術は強化される他、蓄積された電気へと連鎖誘導をする。本編に出てくることは無いが、雷句の公式発言によりゼオンも使えると明記。他の術同様、ガッシュのそれとは異なり掌から放たれるものと思われる。
13. ラシルド
ゲームオリジナル呪文。ガッシュの「ラシルド」とは色違い（一部ゲームでは同色）の盾を出して攻撃を防ぐ。
14. ゼオ・ザケルガ
ゲームオリジナル呪文でゲーム版での最大攻撃呪文。掌から銀色の竜を放つ。姿はガッシュの「バオウ・ザケルガ」の色違い。

## デュフォー
声 - 緑川光
ゼオンの本の持ち主。逆立った白髪を持つ青年。寡黙で冷静沈着極まりなく、いかなる時も感情を見せない（ただし、鬼のような形相をした清麿を見た時は冷や汗を流した）。極めて頭が良く、確実に相手を倒す天才的な戦闘センスを持つ。さらに心の力もかなりあり、少し時間はかかるが心の力を自己回復することも可能。「お前（または人名）、頭が悪いな」が口癖（本人曰く「頭が悪いからわからないところが出るんだろ?」とのこと）。原作とアニメでは性格が全く異なる。
どんな状況や疑問、謎でも瞬時に最適な「答え」を出せる「答えを出す者（アンサー・トーカー）」の能力者であり、この能力（おそらく清麿のものとは違い生まれつき）が原因で幼少のころ、母親の金欲しさによってその力を利用しようとする者たちに売られた挙句、北極の研究施設で数年も渡って非人道的な研究対象とされ、最終的にその力が自分たちへの復讐に使われることを恐れた研究者たちに研究所ごと爆破されて殺されそうになったところをゼオンに救われる（その後実際に研究者たちに復讐を果たしたのかどうかについては作中では語られていないため不明）。その後は彼と行動を共にし、自分を苦しめた者たちへの憎しみから来る強大な心の力と「答えを出す者」の能力を使って、ゼオンの力を最大限に引き出していた。国籍は不明で本人ですら知らないと思われるが、売り渡した金額がドルであることから、アメリカ（白人）系であると推測出来る。ゼオンと行動を共にしていた時はヨーロッパのアパートで生活していた。冷徹な仮面の下に強大な憎しみを抱いており、アポロにそのことを指摘された時は怒りに任せて最大呪文の「ジガディラス・ウル・ザケルガ」を使おうとした。
生への執着心を失っていたが、2回目の「バオウ」対「ジガディラス」で自分の憎しみである「ジガディラス」を受け止めてくれているガッシュに対して無意識に涙を流し、去り際のゼオンに「生きろ」と檄をかけられた。ファウードの戦いから1ヶ月後、ガッシュとの戦いに見た「何か」が何なのかは分からずにいたが、アフリカにある先住民の村で病気の子供を救った。その後村人に感謝された際に「命」の労わりと「愛」を教わり、ガッシュたちに愛を受けていたと気付き、涙を流した。そして朝日の光の中、ゼオンを「俺の家族」と痛感する。
その後は普通の生活をしていたようだが、ガッシュ・ブラゴ・アシュロンの対クリア戦の惨状を報道で見たのか突如清麿の家に訪れ、ガッシュたちに強くなるための助言をする。そして、その準備として全員にツボ指圧を施した。清麿に指導の熱心さについて問われた時は「魔界にいるゼオンを死なせたくないだけだ」と言うなど、ゼオンを大切に思っていることが描写された。クリア戦が終わった後はわずかな笑顔を見せてまたどこかへ旅立って行った。
アニメ版では念力やテレパシーを使うことが出来る超能力者であった。どこかのラボに拉致され、そこで非情で過酷な扱いを受けて人間扱いをされていなかったところをゼオンに救われたという経緯を持つ（この時、彼を人間扱いしてくれたのはゼオンである）。相手の心を読み敵を倒すセンスを持っていたが、清麿たちの心が理解が出来ないところか彼らの心を無理に感じたことで人とは思えないほどの恐怖で乱心し、精神崩壊寸前までになるなど人間としての感情を全く持っていなかった。最後の対決でゼオンと共に敗れ、その後の消息は不明。